# Abelardo Raidi
Abelardo Raidi Raidi (Valencia, Venezuela, 25 de diciembre de 1914-Caracas, 27 de enero de 2002) fue un periodista, locutor, deportista y empresario de toros venezolano.

## Biografía
Fue fundador del Círculo de Periodistas Deportivos de Venezuela, de la Federación de la Prensa Deportiva de América Latina así como de La Confederación Americana de Prensa Turística CLAPTUR, de la cual fue además su primer presidente entre 1973 y 1979, cuando fue reemplazado, por Lincoln Larrea, de Ecuador. Fue también director de la Radiodifusora Venezuela. Participó en la Copa Mundial de Béisbol Amateur de 1941 en La Habana, como delegado por Venezuela. 
Desde marzo de 1941 escribió la columna "Pantalla de los jueves" en forma ininterrumpida, la cual ha sido la que más años estuvo publicándose en la historia del periodismo venezolano, (61 años) en el diario El Nacional de Caracas. Para la Pantalla entrevistó a grandes celebridades como a las divas Claudia Cardinale, María Félix y Sofía Loren. Descubre u convenció a participar en Miss Venezuela a personas como Maritza Sayalero en 1979 e Irene Sáez en 1981; además de ser miembro frecuente del jurado de este y otros certámenes de belleza. Como decano de la prensa de su país, Raidi participó en todos los medios disponibles de entonces, ganó el Premio Nacional de Periodismo, obtuvo dos Guaicaipuro de Oro como narrador deportivo y el Premio Ondas de España por su programa Penthouse de Abelardo transmitido por RCTV.
Raidi también es el creador junto a Carmelo Torres y Oswaldo Michelena Francesqui de la Corrida de la Prensa de Venezuela, idea calcada de la de España, la cual fue en su momento la corrida de toros que mejor pagaba en el mundo a los toreros y ganaderos de toros de lidia debido a que era la que recaudaba mayores fondos[cita requerida]. El 3 de julio de 2003 fue exaltado al Salón de la Fama del Béisbol Profesional Venezolano.
La Pantalla de los jueves, según su compatriota el valenciano Chichí Hurtado, fue una columna que hizo historia por su variedad y gran calidad. Abelardo eran una amante por el deporte, la lectura, el periodismo y el micrófono, con la distinción de ser premiado en cada una de esas facetas. En la Serie Mundial de béisbol amateur en La Habana, Cuba, fue el delegado y consejero de Venezuela. También, fue el encargado de escoger  los peloteros, lo que fue un exitazo ya que al concluir el evento mundial Venezuela se alzó con los máximos honores, siendo esa la primera gran hazaña del deporte nacional, considerada todavía como la más grande de todas. Un hecho histórico.
Abelardito para unos y Abuelardo para los más allegados, comenzó a escribir en el diario El Universal. En 1943 pasó a El Nacional, hecho que recuerda mucho ya que a los 11 días contrajo matrimonio. Es preciso destacar que La Pantalla de los jueves arrancó en 1941 y la mantuvo por espacio de 61 años. Es decir hasta 2002, el año de su muerte.
Raidi fue siempre muy orgulloso de ser valenciano. Dentro de sus tantos logros, destacamos que fue creador de la Corrida de la Prensa, la cual se constituyó en una tradición para los amantes de la fiesta brava, evento que se realizaba a comienzo de cada año. Siempre se le recuerda por su perseverante trabajo, muy organizado y siempre a favor de los comunicadores sociales especializados en el deporte. Abelardo también participó la escogencia de los Atletas del Año y la selección para el Salón de la Fama del Deporte venezolano. Asimismo, dentro de sus tantos legados está el haber creado la Federación de Turismo de Venezuela.